# Are You in My Blood?
Are You in My Blood? är en EP av David & the Citizens, utgiven i maj 2006 av Bad Taste Records.

## Låtlista
Alla låtar är skrivna av David Fridlund.
1. "Are You in My Blood?"
2. "Absent Mind"
3. "48h (Version)"
4. "Mona"
5. "Sometimes Forever"

## Listplaceringar
| Lista (2006) | Topplacering |
| ------------ | ------------ |
| Sverige      | 40           |